# Pfarrhaus (Peißenberg)

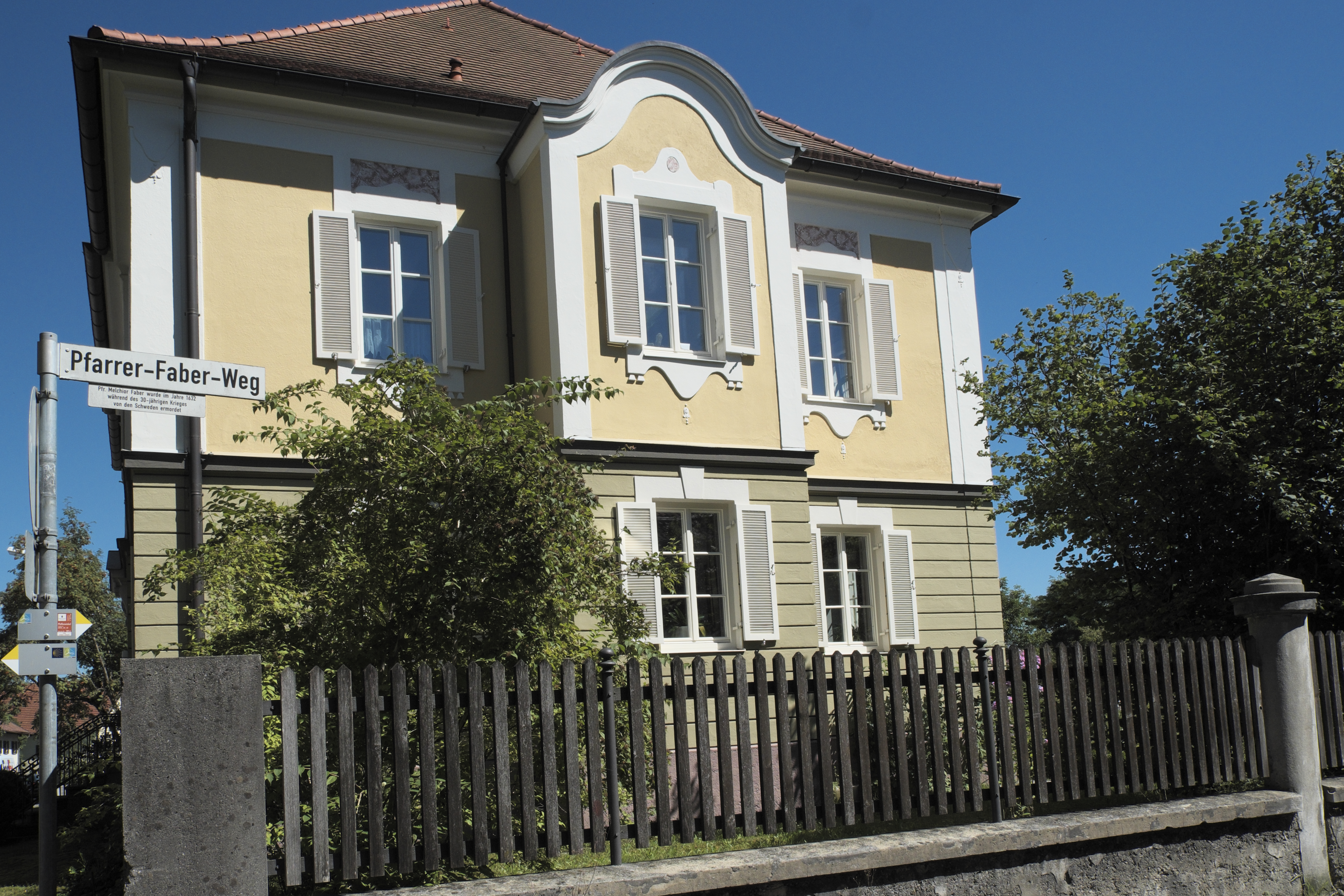
Pfarrhaus in Peißenberg (Südseite)

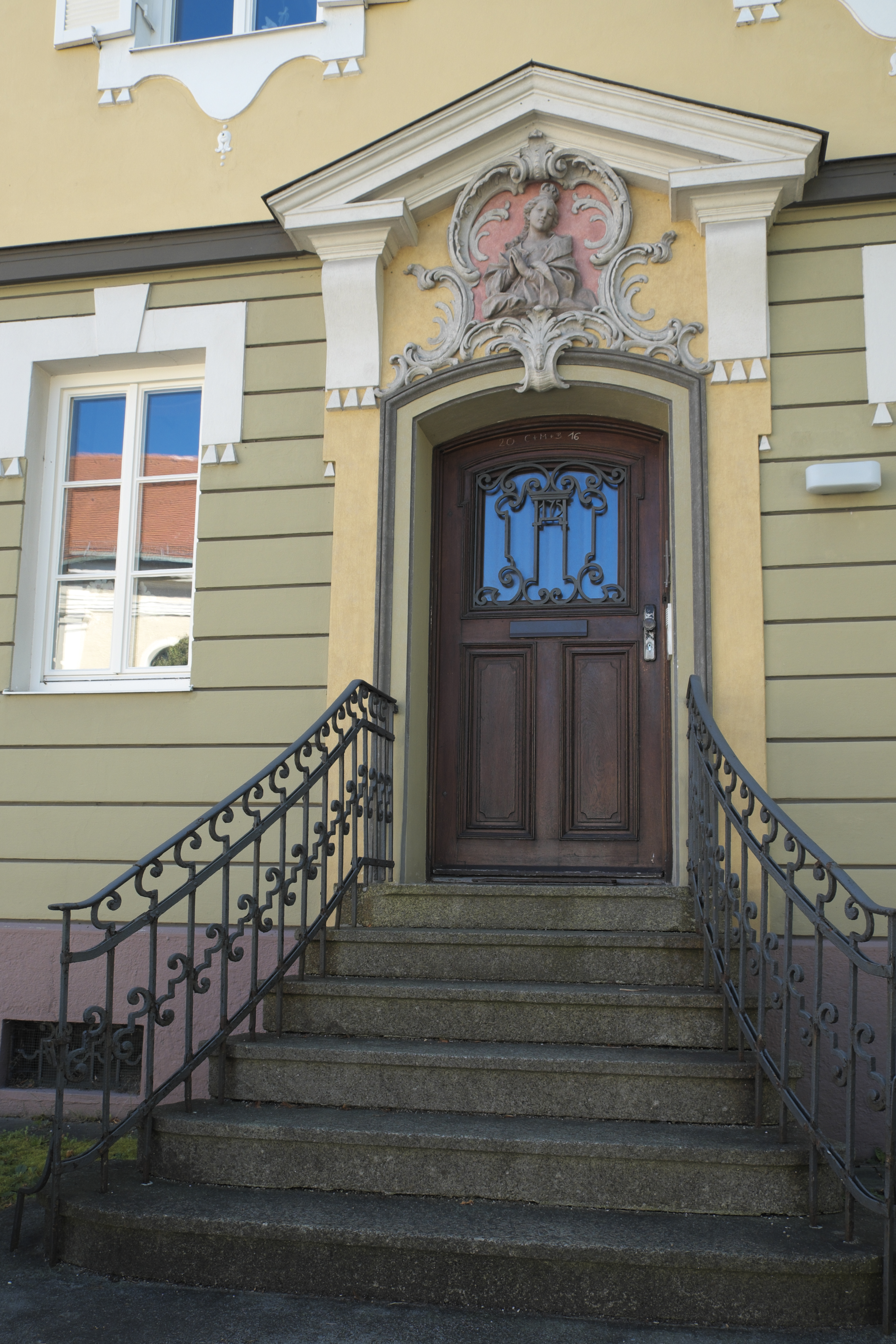
Portal

Das katholische Pfarrhaus in Peißenberg, einer Gemeinde im oberbayerischen Landkreis Weilheim-Schongau, wurde 1905 errichtet. Das Pfarrhaus an der Hauptstraße 7, gegenüber der katholischen Pfarrkirche St. Johannes Baptist, ist ein geschütztes Baudenkmal. 
Der zweigeschossige Bau mit Walmdach, Zwerchhaus und Fassadengliederung wurde im Stil des Neurokoko errichtet. Das Gebäude mit vier zu drei Fensterachsen wird über eine sechsstufige Freitreppe erschlossen. Über dem Portal befindet sich ein Relief der bekrönten Muttergottes in einem Giebelfeld.